# Parthian-Klasse
Die Parthian-Klasse, auch als P-Klasse bezeichnet, war eine Klasse von sechs U-Booten der britischen Royal Navy, die in den späten 1920ern gebaut wurden. Fünf von ihnen dienten im Zweiten Weltkrieg.

## Baugeschichte
1927 bestellte die Royal Navy 6 Langstreckenuboote die auf der Odin-Klasse basierten. Die Boote hatten eine Tauchtiefe von 90 m bei einer rechnerischen maximale Tauchtiefe von 150 m. Die Bewaffnung der Boote bestand aus acht 533 mm Torpedorohren (6 im Bug, 2 im Heck). Pandora, Phoenix und Poseidon waren mit einem QF 4-inch-Schiffsgeschütz Mk IV und Parthian, Perseus und Proteus mit einem 4,7-Inch-Geschütz ausgerüstet. Zur Flugabwehr dienten zwei 7,7-mm-Lewis-MG. Ab 1933–1934 wurde alle Boote mit dem 4-Inch-Mk-XXII ausgerüstet.
Es handelte sich um Einhüllen-Boote mit außenliegenden Sattel- und Dieseltanks.

## Boote der Klasse
Fünf Boote gingen im Krieg verloren. Eines überstand den Krieg.
| Boote der Parthian-Klasse |                           |                   |                 |                  | |
| Name                      | Bauwerft                  | Kiellegung        | Stapellauf      | Indienststellung | Verbleib                                                                                                   |
| Parthian                  | Chatham Dockyard, Chatham | 30. Juni 1928     | 22. Juni 1929   | 13. Januar 1931  | zwischen dem 6. August und 11. August 1943 im Mittelmeer verschollen                                       |
| Perseus                   | Vickers-Armstrong, Barrow | 2. Juli 1928      | 22. Mai 1929    | 15. April 1930   | am 6. Dezember 1943 auf Position ⊙ gesunken                                                                |
| Proteus                   | Vickers-Armstrong, Barrow | 18. Juli 1928     | 23. Juli 1929   | 17. Juni 1930    | 1946 in Troon verschrottet                                                                                 |
| Phoenix                   | Chatham Dockyard, Chatham | 23. Juli 1928     | 3. Oktober 1929 | 3. Februar 1931  | vermutlich am 16. Juli 1940 vor der Küste Siziliens gesunken                                               |
| Poseidon                  | Vickers-Armstrong, Barrow | 5. September 1928 | 21. Juni 1929   | 5. Mai 1930      | nach Zusammenstoß mit dem Handelsschiff Yuta am 9. Juni 1931 gesunken ⊙ und 1972 von den Chinesen gehoben. |
| Pandora                   | Vickers-Armstrong, Barrow | 9. Juli 1929      | 22. August 1929 | 30. Juni 1930    | durch Flugzeug am 1. April 1942 versenkt, gehoben und 1955 verschrottet                                    |